# Ambient pop
L'ambient pop è uno stile del dream pop nato negli anni ottanta.

## Storia
Fra i primi artisti pop e rock a sperimentare con la musica ambient c'è stato David Bowie, come dimostra in particolare la sua "Trilogia di Berlino", registrata insieme al pioniere della musica ambient Brian Eno. Il brano Red Sails, contenuto nel terzo album della trilogia Lodger (1979), è stato definito "ambient pop con ritmo motorik." La traccia Taking Islands in Africa (1980) dei Japan è considerata dal critico di AllMusic Stewart Mason come una previsione della "direzione ambient pop che i Japan e il loro leader David Sylvian avrebbero preso per il resto della loro carriera". Il brano, registrato insieme a Ryūichi Sakamoto, presenta "un ritmo di tamburo parlante africano non rock rallentato da un sub-battito del cuore e sovrapposto a strati di tastiere d'atmosfera e bassi minimi."
L'album Pygmalion (1995) degli Slowdive è pesantemente influenzato dall'ambient e dall'electronica e ha influenzato molte band del genere. Il critico di Pitchfork Nitsuh Abebe ha descritto le tracce dell'album come "sogni ambient pop che hanno più elementi in comune con il post-rock dei Disco Inferno che con lo shoegaze di gruppi come i Ride".
A partire dal 2001, l'etichetta tedesca Kompakt ha pubblicato una serie di antologie intitolata Pop Ambient, contenente "paesaggi sonori romantici e lussureggianti" che flirtano con il pop e la musica indie.

## Caratteristiche
L'ambient pop fonde elementi comuni della musica pop convenzionale a "trame e atmosfere elettroniche che rispecchiano le qualità ipnotiche e meditative della musica d'ambiente".
L'ambient pop adopera il groove serrato del krautrock e "pur adottando espressioni elettroniche contemporanee, incluso il campionamento, per la maggior parte del tempo il suo suono viene definito da veri strumenti." Fra gli artisti che si sono cimentati nella stilistica vi sono David Sylvian, gli Air, Grouper, Shlohmo e i Broadcast.